# Sakhidad Hamidi
Sakhidad Hamidi (paschtunisch سخيداد حميدي; * 10. Oktober 1952) ist ein ehemaliger afghanischer Ringer. Er trat in den Olympischen Spielen 1980 in Moskau an. In der Klasse bis 68 kg im griechisch-römischen Stil schied er nach 2 Niederlagen aus.